# Hóa phân tích
Hóa phân tích là bộ môn của ngành hóa học nghiên cứu về các phương pháp xác định thành phần cấu tạo và hàm lượng các thành phần của những mẫu khảo sát. Hóa phân tích thường được chia thành Hóa phân tích định tính và Hóa phân tích định lượng nhưng cũng hay được chia thành Hóa phân tích vô cơ và Hóa phân tích hữu cơ.

## Phương pháp
Các phương pháp của hóa phân tích có thể được chia thành hai loại: định tính và định lượng. Ngoài ra còn được phân loại thành các phương pháp hóa học và các phương pháp vật lý.
Hóa phân tích thực chất là ngành phân tích đóng vai trò quan trọng trong khoa học, kỹ thuật, trong nghiên cứu khoa học; điều tra cơ bản để phát triển tiềm năng, khai thác tài nguyên khoáng sản; đánh giá chất lượng sản phẩm.
- Hóa học phân tích ngành khoa học ứng dụng tổng hợp các thành tựu của các ngành khoa học khác có liên quan như: hóa học, vật lý, toán học - tin học, sinh học - môi trường, vũ trụ, hải dương học, địa chất, địa lý.v.v...Đây là một ngành khoa học có sự tích hợp cao của nhiều ngành khoa học tự nhiên mà mục đích cuối cùng của nó là đem lại lợi ích tối đa cho khoa học, đời sống và sự phát triển của con người.
- Nhiệm vụ cơ bản của hóa phân tích ngày nay là phân tích định tính, định lượng, xác định cấu trúc đánh giá kết quả và chất lượng sản phẩm, tách phân chia làm sạch, điều chế các hợp chất siêu tinh khiết. v. v...

## Kỹ thuật
Hiện nay có rất nhiều kỹ thuật để tách, xác định và đo lường các hợp chất hóa học.
Các phương pháp tách hóa chất dùng để đo trọng lượng hay thể tích của các hóa chất được tách ra. Những phương pháp tách cổ điển có thể đòi hỏi nhiều kiên nhẫn nhưng lại là bước đầu tiên cần thiết khi làm việc với các hỗn hợp hóa chất nhất định, ví dụ như với các chiết suất từ sinh vật. Các kỹ thuật tách hóa chất hiện đại như sắc ký lỏng hiệu năng cao thường tìm cách tách và xác định hàm lượng hay nhận dạng chất trong cùng một bước bằng cách dùng đầu dò tích hợp.
Chuẩn độ là phương pháp dùng để xác định lượng của một chất có trong một dung dịch hay xác định tính chất vật lý của một phân tử ví dụ như một hằng số cân bằng.
Có thể phân tích các hóa chất bằng những dụng cụ dùng quang phổ. Khi đo sự hấp thụ hay phát xạ ánh sáng của một chất có thể tính được lượng hay xác định được tính chất của hóa chất mà thường là không cần phải dùng các phương pháp tách. Các phương pháp mới bao gồm phổ hấp thụ nguyên tử, phổ cộng hưởng từ hạt nhân và phân tích kích hoạt neutron.
Phương pháp phổ khối lượng được dùng để xác định phân tử lượng, nguyên tố cấu thành, cấu tạo và đôi khi ngay cả lượng của các hóa chất trong một mẫu bằng cách ion hóa các phân tử và quan sát phản ứng của chúng trong từ trường và điện trường.
Rất nhiều kỹ thuật kết hợp hai hay nhiều phương pháp phân tích, ví dụ như phương pháp phổ khối lượng plasma cảm ứng (ICP-MS, Inductively-Coupled Plasma - Mass Spectrometry). Trong bước đầu tiên mẫu phân tích được làm bay hơi và sau đó là đo nồng độ trong bước thứ hai. Bước thứ nhất có thể bao gồm một kỹ thuật tách như sắc ký và các máy dò hay đo có thể được dùng trong bước thứ hai.
Các kỹ thuật dùng phương pháp làm bay hơi nhằm mục đích là tạo nên nguyên tử tự do từ những nguyên tố trong mẫu phân tích để có thể đo nồng độ thông qua mức độ chúng hấp thụ hay phát xạ tại một tần số quang phổ đặc trưng. Các phương pháp này có nhược điểm là phá hủy toàn bộ mẫu phân tích và tất cả những chất có trong đó. Các kỹ thuật này bao gồm quang phổ hấp thụ nguyên tử và phổ phát xạ plasma cảm ứng. Mặc dù vậy, các kỹ thuật này vẫn có thể được sử dụng trong nghiên cứu về hình thành loài bằng cách liên kết với một phương pháp tách trước khi làm bay hơi.

## Cách thức
Các phương pháp phân tích đều dựa vào sự thận trọng và sạch sẽ khi làm việc, chuẩn bị mẫu, đúng đắn và chính xác.
Nhiều nhà thực nghiệm luôn giữ các dụng cụ thủy tinh trong axít để tránh bị làm bẩn, các mẫu được đo nhiều lần và các thiết bị được rửa sạch trong các dung môi tinh khiết đặc biệt.
Một phương pháp thường được sử dụng rộng rãi khi phân tích nồng độ là thành lập một đồ thị chuẩn. Nếu nồng độ của nguyên tố hay hợp chất trong mẫu cao hơn phạm vi đo của kỹ thuật được sử dụng thì có thể đơn giản là pha loãng mẫu trong một dung môi tinh khiết. Nếu nồng độ trong mẫu dưới phạm vi đo, có thể cho thêm vào mẫu một lượng nhất định nguyên tố hay hợp chất đang phân tích và hiệu số giữa nồng độ cho thêm vào và nồng độ đo được chính là lượng có trong mẫu.

## Xu hướng
Động lực chính thúc đẩy nghiên cứu trong hóa phân tích là hiệu suất (độ nhạy, độ chọn lọc, tính bền, phạm vi tuyến đo, đúng đắn, chính xác và thời gian phân tích) và phí tổn (giá mua, phí tổn sử dụng, huấn luyện, thời gian và chỗ).
Một xu hướng mới là cố gắng thu nhỏ các kỹ thuật phân tích lại để chúng có kích thước như chip. Mặc dù hiện nay chỉ có một số ít hệ thống có thể cạnh tranh được với những kỹ thuật phân tích cổ điển nhưng chúng vẫn có các ưu điểm về kích cỡ, tính di động, vận tốc và phí tổn (xem hệ thống phân tích toàn bộ).
Nhiều nỗ lực khác hướng về phân tích các hệ thống sinh học. Các ví dụ cho những chuyên ngành đang phát triển nhanh chóng trong lãnh vực này là:
- Proteomics (Khoa học nghiên cứu hệ thống protein): Phân tích nồng độ và biến đổi của protein.
- Metabolomics: tương tự như proteomics nhung nghiên cứu về metabolite.
- Metalomics: tương tự như proteomics và matebolite nhưng nghiên cứu về nồng độ kim loại và đặc biệt là các liên kết của chúng với protein và các phân tử khác.